# Сігуенсо-Гвадалахарська діоцезія
Сігуе́нсо-Гвадалаха́рська діоцезія (лат. Dioecesis Seguntinus-Guadalaiarensis; ісп. Diócesis de Sigüenza-Guadalajara) — діоцезія римського обряду Католицької церкви в Іспанії, з центрами у містах Сігуенса і Гвадалахара.  Входить до складу Толедської церковної провінції. Суфраганна діоцезія Толедської архідіоцезії. Заснована 9 березня 1959 року. Голова — єпископ Сігуенський і Гвадалахарський. Центральні храми — Сігуенський і Гвадалахарський собори.  Площа — 12,190 км². Населення — 246,151 ос.; з них католики — 221,632 ос. (90%). Чинний голова — Атілано Родрігес Мартінес, єпископ Сігуенський і Гвадалахарський.

## Єпископи
- Атілано Родрігес Мартінес

## Статистика
Згідно з «Annuario Pontificio» і Catholic-Hierarchy.org:
| Рік  | Населення | Населення | Населення | Священики | Священики | Священики | Священики           | Диякони | Ченці    | Ченці | Парафії |
| Рік  | католики  | загалом   | %         | загалом   | секулярні | ченці     | вірних на священика | Диякони | чоловіки | жінки | Парафії |
| ---- | --------- | --------- | --------- | --------- | --------- | --------- | ------------------- | ------- | -------- | ----- | ------- |
| 1950 | 175.000   | 175.000   | 100,0     | 263       | 230       | 33        | 665                 |         | 35       | 380   | 476     |
| 1970 | 156.615   | 156.515   | 100,1     | 281       | 247       | 34        | 557                 |         | 189      | 511   | 420     |
| 1980 | 144.000   | 145.300   | 99,1      | 256       | 220       | 36        | 562                 |         | 118      | 515   | 420     |
| 1990 | 147.790   | 148.117   | 99,8      | 272       | 232       | 40        | 543                 |         | 71       | 442   | 426     |
| 1999 | 156.170   | 158.412   | 98,6      | 263       | 227       | 36        | 593                 |         | 64       | 413   | 467     |
| 2000 | 156.797   | 159.124   | 98,5      | 264       | 229       | 35        | 593                 |         | 62       | 411   | 462     |
| 2001 | 161.592   | 165.267   | 97,8      | 263       | 228       | 35        | 614                 |         | 62       | 395   | 453     |
| 2002 | 167.562   | 171.532   | 97,7      | 269       | 234       | 35        | 622                 |         | 59       | 392   | 471     |
| 2003 | 168.553   | 174.999   | 96,3      | 269       | 233       | 36        | 626                 |         | 59       | 375   | 471     |
| 2004 | 178.537   | 185.474   | 96,3      | 271       | 237       | 34        | 658                 |         | 52       | 372   | 469     |
| 2010 | 221.632   | 246.151   | 90,0      | 261       | 225       | 36        | 849                 |         | 75       | 322   | 471     |
| 2014 | 233.067   | 257.723   | 90,4      | 233       | 204       | 29        | 1.000               |         | 66       | 287   | 470     |